# Josefina Vázquez Mota
Josefina Vázquez Mota (* 20. Januar 1961 in Mexiko-Stadt) ist eine mexikanische Politikerin (PAN) und Ökonomin.

## Leben
Josefina Vázquez Mota wurde in Mexiko-Stadt geboren. Ihre Eltern Arnulfo Vázquez and Josefina Mota kamen ursprünglich aus dem Norden des mexikanischen Bundesstaates Puebla. Von insgesamt sieben Kindern ist Josefina die Viertälteste. Josefina Vázquez Mota ist seit 1984 mit dem Informatiker Sergio Ocampo Muñoz verheiratet. Das Paar hat drei Töchter.
Váquez Mota machte zuerst einen Bachelor in Mathematik am Instituto Politécnico Nacional, danach studierte sie Ökonomie an der Universidad Iberoamericana sowie am Instituto Panamericano de Alta Dirección de Empresas (IPADE).
Nach dem Studium arbeitete Vázquez Mota als Kolumnistin für Zeitungen und Zeitschriften wie Novedades, El Financiero und El Economista.
Vor ihrem Einstieg in die Politik arbeitete sie für verschiedene Wirtschaftsorganisationen und Unternehmen.
Außerdem publizierte Vázquez Mota zwei Bücher und moderierte eine Wirtschaftssendung auf TV Azteca.

## Politik
Vázquez Mota begann ihre politische Karriere in Chihuahua, wo sie seit Mitte der 80er Jahre mit ihrer Familie lebte. Sie war dort für die Partido Acción Nacional (PAN) Mitglied der Secretaria de la Mujer und der Asociación Coordinadora Ciudadana.
1996 kehrte sie nach Mexiko-Stadt zurück, um für die Cámara de Diputados, das Unterhaus des mexikanischen Parlaments zu kandidieren. Zu dieser Zeit lernte sie auch den damaligen Generalsekretär der PAN Felipe Calderón kennen. Dank ihrer großen Erfahrung in der Privatwirtschaft wurde sie zum 1. September 2000 in den Kongress der Union Mexiko gewählt und von der Regierung Vicente Fox als erste Frau zur Secretaría de Desarrollo Social berufen. Diesen Posten behielt sie bis 2005 inne, als sie zurücktrat um im Wahlkampfteam von Felipe Calderón zu arbeiten. Nach dem Wahlsieg ernannte Calderón sie 2006 zur Secretaría de Educación Pública. Ihre Zeit im Bildungsministerium war geprägt von mehreren öffentlichen Disputen mit der Vorsteherin der Lehrergewerkschaft Elba Esther Gordillo. Nachdem sie 2009 erneut in die Cámara de Diputados gewählt worden war, trat sie als Bildungsministerin zurück, um Koordinatorin der Abgeordneten der PAN zu werden. 2011 trat sie von dieser Position zurück, um sich ihrer Präsidentschaftskandidatur widmen zu können.

### Präsidentschaftskandidatur
Obwohl ihr stärkster innerparteilicher Konkurrent Ernesto Cordero Arroyo durch den amtierenden Präsidenten Felipe Calderón unterstützt wurde, gewann Vázquez Mota die Vorwahlen der PAN am 5. Februar 2012 mit 53,2 % der Stimmen und wurde somit die offizielle Kandidatin im Rennen um die Nachfolge Calderóns. Sie war die erste Frau, die je von einer der drei großen mexikanischen Parteien (PAN, PRI und PRD) zur Präsidentschaftskandidatin gekürt wurde und außerdem im Vergleich zu ihren Konkurrenten Enrique Peña Nieto (PRI) und Andrés Manuel López Obrador (PRD) relativ unbekannt.
In ihrer Kampagne warb Vázquez Mota mit den Versprechen, sie werde die Korruption und die organisierte Kriminalität bekämpfen, die Vergabe von Stipendien an junge Menschen aus ärmeren Verhältnissen fördern und mit der Reform des Arbeitsrechts, deren Ziel es war, jährlich 400.000 Arbeitslose in den Arbeitsprozess zu reintegrieren. Außerdem wolle sie für die Stärkung der Frauenrechte kämpfen. In der Sicherheitspolitik wollte sie die vielkritisierte Linie ihrer Vorgänger Calderón und Vicente Fox beibehalten und das Militär nur aus Regionen abziehen, in denen die Polizei die Sicherheit eigenständig gewährleisten könne.
Bei der Wahl am 1. Juli 2012 erreichte Josefina Vazquez Mota mit etwas mehr als 25 % den dritten Rang hinter dem Gewinner Enrique Peña Nieto (PRI) und Andrés Manuel López Obrador (PRD). López Obrador erhob wie schon bei der Präsidentschaftswahl 2006 Klage bei der nationalen Wahlbehörde IFE. Nach Neuauszählung von 54,5 % der Stimmen wurde der Wahlsieg Peña Nietos jedoch bestätigt.